# Leucauge subadulta
Leucauge subadulta este o specie de păianjeni din genul Leucauge, familia Tetragnathidae, descrisă de Strand, 1906. Conform Catalogue of Life specia Leucauge subadulta nu are subspecii cunoscute.